# ÖBB X628

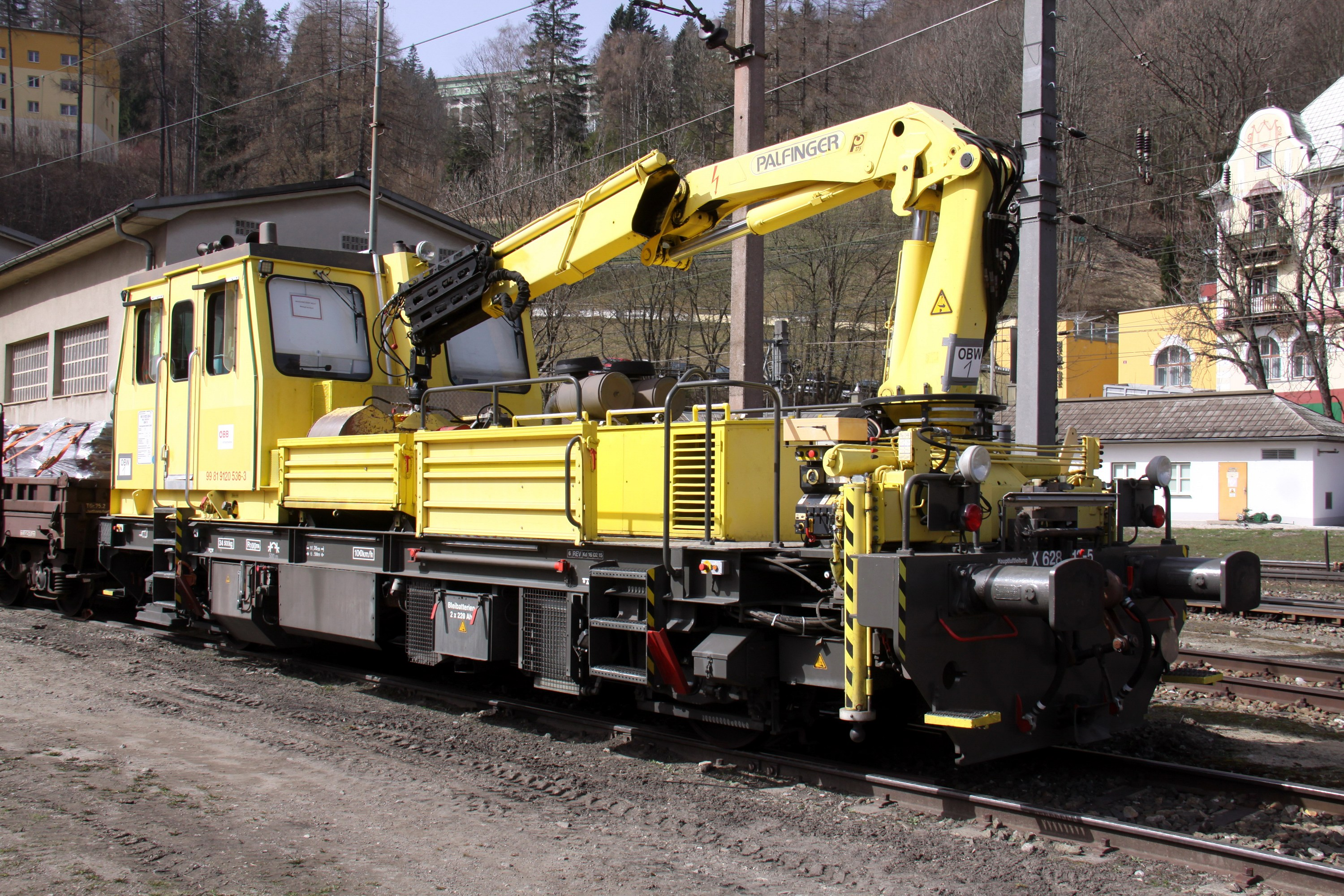
X 628.013-5 bij Semmering

De X628-serie is een serie railvoertuigen van de Oostenrijkse spoorwegen (ÖBB) die verder is ontwikkeld op basis van machines uit de OBW-10-serie van Plasser & Theurer.

## Geschiedenis
De ÖBB heeft geprobeerd haar wagens voor werkzaamheden aan de bovenbouw te standaardiseren. Reparaties leiden namelijk herhaaldelijk tot de aanschaf van dure reserveonderdelen, omdat bijna elk voertuig verschillend van samenstelling was. Op basis van de ervaring die was opgedaan met de voorgaande series stelde de ÖBB daarom een specificatieblad op gebaseerd op. De gewenste standaardisering kon echter niet worden bereikt.

## Constructie
Het mechanische gedeelte komt grotendeels overeen met dat van de voorgangersserie ÖBB X627, hoewel er kleine wijzigingen in de opstelling zijn aangebracht. Op de laadvloer is een hydraulische laadkraan gemonteerd. Het aandrijfsysteem bevindt zich naast deze kraan. De baksteun komt grotendeels overeen met de X627-serie. De voertuigen zijn in een opvallende gele kleur geschilderd, het frame is zwart.

## Technische kenmerken
De voertuigen uit de X628-serie hebben een 12-cilinder-dieselmotor met een continu vermogen van 268 kW. Voor het rijden is een powershift-transmissie met vier versnellingen beschikbaar. Een kruipversnelling wordt mogelijk gemaakt door een hydrostatische aandrijving. Het vermogen wordt via cardanassen van de motor naar de assen overgebracht. De voertuigen uit de X628-serie hebben zowel directe als indirecte luchtremmen. Vanaf X627.007 hebben de voertuigen een verhoogd continu vermogen. In 2004 werd alle voertuigen uitgerust met Indusi.

## Inzet
De ÖBB X628's zijn verdeeld over grotere depots. Ze worden in heel Oostenrijk ingezet.